# Deskilling
Deskilling (angl. de-skilling, rušení kvalifikovaných míst) je proces, při kterém dochází k nahrazování schopných a zručných pracovních sil automatizovanými technologiemi, případně méně zručnými pracovníky, kteří vykonávají pouze jednodušší úkony. Tím se šetří náklady a investice do lidského kapitálu, snižují se bariéry vstupu a snižuje se vyjednávací síla pracovníků.
Jev lze popsat i z individuálního hlediska, kdy jednotlivý zaměstnanec ztrácí nebo plně nevyužívá své schopnosti a dovednosti, protože vykonává jednoduché, opakující se práce, které jsou lépe ohodnocené, nebo je k tomuto zaměstnání donucen okolnostmi.
Jedním z prvních, kdo deskilling popsal byl Harry Braverman ve své knize Labor and Monopoly Capital: The Degradation of Work in the Twentieth Century.
Braverman vnímal deskilling jako efektivní separaci mentální a manuální práce. Důsledkem je rozdělení pracovníků do dvou skupin, které jsou si v pracovní proceduře diametrálně vzdálené.
Tento termín byl také popsán v knize Spatial divisions of labour od renomované britské geografky Doreen Massey. Ta tvrdí, že prostorová dělba práce odděluje tvůrčí a výrobní centra v rámci jedné společnosti a dává tak vzniknout regionům, ve kterých je zastoupena pouze výrobní funkce. Dochází tak k degradaci celého regionu na pouhou montovnu. A právě z těchto důvodů je deskilling v geografii průmyslu považován za jeden z nežádoucích jevů, který provází současné trendy v organizaci výroby.

## Příklady
Příklady deskillingu lze nalézt v mnoha profesích, například:
- pracovníci u montážních linek jsou nahrazováni automatickými stroji
- strojní řemeslníci jsou nahrazováni CNC obráběcími stroji
- kvalifikované barmany nahrazují automatické espresso stroje
- bankovní úředníci jsou nahrazováni bankomaty
- prodavači jsou nahrazování samoobslužnými pokladnami
- knihovníci
- učitelé
- lékárníci[4]

## Důvody
Hlavním důvodem deskillingu je rychlé zvyšování produktivity práce vlivem automatizace výroby. Ta kromě zvýšené produktivity přináší také snížení výrobních nákladů, zvýšenou konzistentnost výstupu, zlepšení kvality výrobků, zvýšení efektivnosti řízení výroby a snížení rizika pracovního úrazu. Díky tomu přispívá ke snížení nároků na lidskou práci, což nelze vždy považovat za pozitivní důsledek.

## Důsledky
Hlavním dopadem je, že jednotlivci ztrácejí integrované dovednosti a komplexní řemeslné znalosti. Dalšími negativními jevy jsou snížení počtu pracovníků ve firmách, která vede k nezaměstnanosti, demoralizaci pracovníků nebo vymizení tradičních řemeslných a výučních oborů. Automatizace ovšem nemusí vést pouze k deskillingu, ale také k zvýšení znalosti v oblasti IT (up-skilling) nebo k ztrátě jednoho typu vzdělání a nabytí jiného druhu vzdělání (re-skilling).